# Rhizaria
Rhizaria este un grup bogat în specii constituit din eucariote în general unicelulare, subîncrengătură a regnului Chromista. O formă multicelulară a fost descrisă recent.
Acest grup a fost propus în 2002 de Tom Cavalier-Smith. Variază semnificativ în formă, dar sunt în general ca niște amibe cu pseudopode filiforme, reticulate sau susținute de microtubuli. Multe produc exoschelete sau cochilii, care pot fi destul de complexe structural, care alcătuiesc o mare parte din fosilele protozoarelor. Aproape toate au mitocondrii cu criste tubulare.

## Grupuri
În Rhizaria, există trei mari grupuri:
- Cercozoa — diverse amibe și flagelate, de regulă cu pseudopode filiforme, comune în sol

- Foraminifera — amibe cu pseudopode ramificate, comune ca bentos

- Radiolaria — amibe cu axopode și cu exoschelet mineral

Alte câteva grupuri ar putea fi incluse în Cercozoa, dar în unele lucrări științifice apar mai aproape de Foraminifera. Acestea sunt Phytomyxea și Ascetosporea, paraziți pe plante, respectiv pe animale, și genul Gromia. Diferitele grupuri din Rhizaria sunt considerate înrudite pe baza similarităților genetice, și au fost plasate ca o extensie din Cercozoa. Numele „Rhizaria” pentru toate aceste grupuri a fost introdus în 2002 de Thomas Cavalier-Smith, cel care a introdus și Centrohelida și Apusozoa.

## Relații evoluționare
Rhizaria face parte din subdomeniul Bikonta, laolaltă cu Archaeplastida, Chromalveolata, Excavata și alte grupuri mai mici și mai greu de clasificat, cum ar fi Apusozoa și Centrohelida. Toate se trag dintr-un strămoș comun, un organism unicelular heterotrofic cu două flagele.
În trecut, multe organisme din Rhizaria erau grupate în Animalia, pe baza heterotrofiei lor și a faptului că se mișcă. Totuși, atunci când sistemul cu cinci regnuri a înlocuit sistemul cu două regnuri (animalele și plantele), Rhizaria a fost pusă în regnul Protista. Apoi, după ce Carl Woese a publicat sistemul de trei domenii, din cauza parafiliei regnului Monera, taxonomiștii și-au îndreptat atenția spre domeniul Eukaryota și și-ai dat seama că regnul Protista nu consta din organisme înrudite între ele. După multe controverse, care continuă până azi, Rhizaria a fost recunoscut ca grup „real”, monofiletic.